# Jäger (militaire)
Pour les articles homonymes, voir Jäger.

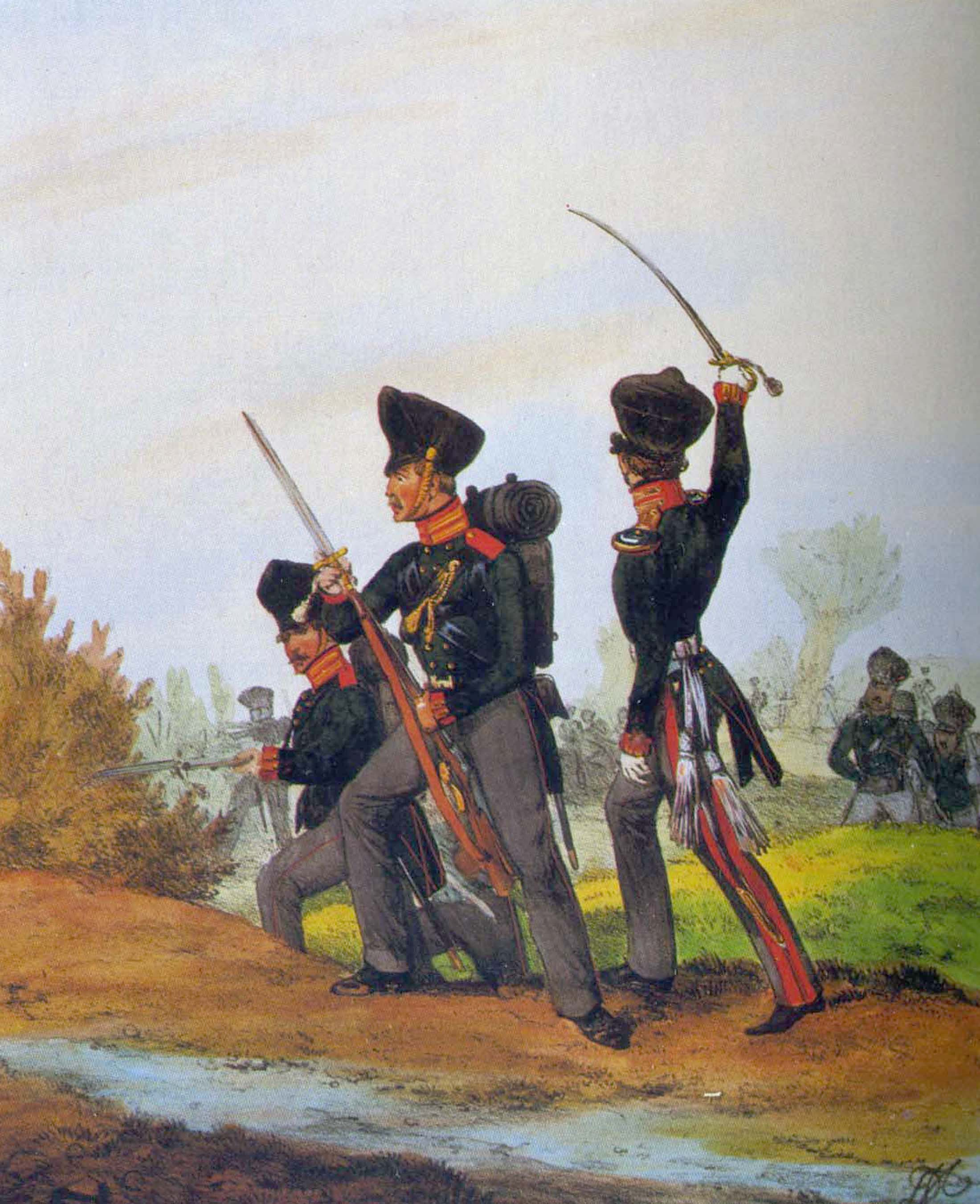
Les « Jäger » hessois 1835-1843

Jäger (singulier [der] Jäger, pluriel [die] Jäger, prononciation allemande: prononcé en allemand : [ˈjɛːɡɐ]; « chasseur ») est un terme militaire allemand désignant des unités d'infanterie légère spécifiques.
Dans les États germanophones, au début de l'ère moderne, le terme Jäger en est venu à désigner des fantassins légers dont les occupations civiles (principalement des chasseurs et des forestiers) les rendaient aptes à patrouiller et à faire des escarmouches, sur une base individuelle et indépendante, plutôt que dans le cadre d'une unité militaire à grande échelle ou d'une infanterie de ligne traditionnelle. Par conséquent, le terme Jäger a été utilisé pour décrire les tirailleurs, les éclaireurs, les tireurs d'élite et les coursiers.
L'usage du mot et de ses dérivés s'est élargi au fil du temps. Par exemple, Feldjäger était le nom donné par l'armée prussienne aux éclaireurs et aux coursiers. À l'inverse, dans l'armée allemande moderne (Bundeswehr), Feldjäger est le nom donné à la police militaire.
Jäger est généralement traduit en anglais par :
- « Rifleman » (dans un rôle d'infanterie) ou « Rifles » (dans les noms de régiments) ; et
- « Ranger » (surtout en anglais nord-américain ; voir ci-dessous).

En anglais, Jäger s'écrit souvent jaeger (au pl. et au sgl.) ou s'anglicise en jager (pl. jagers) pour éviter le tréma.
Jäger est généralement traduit en français par :
- Chasseur à pied comme fantassin de l'infanterie légère.

## Siècle des Lumières (XVIIIesiècle)

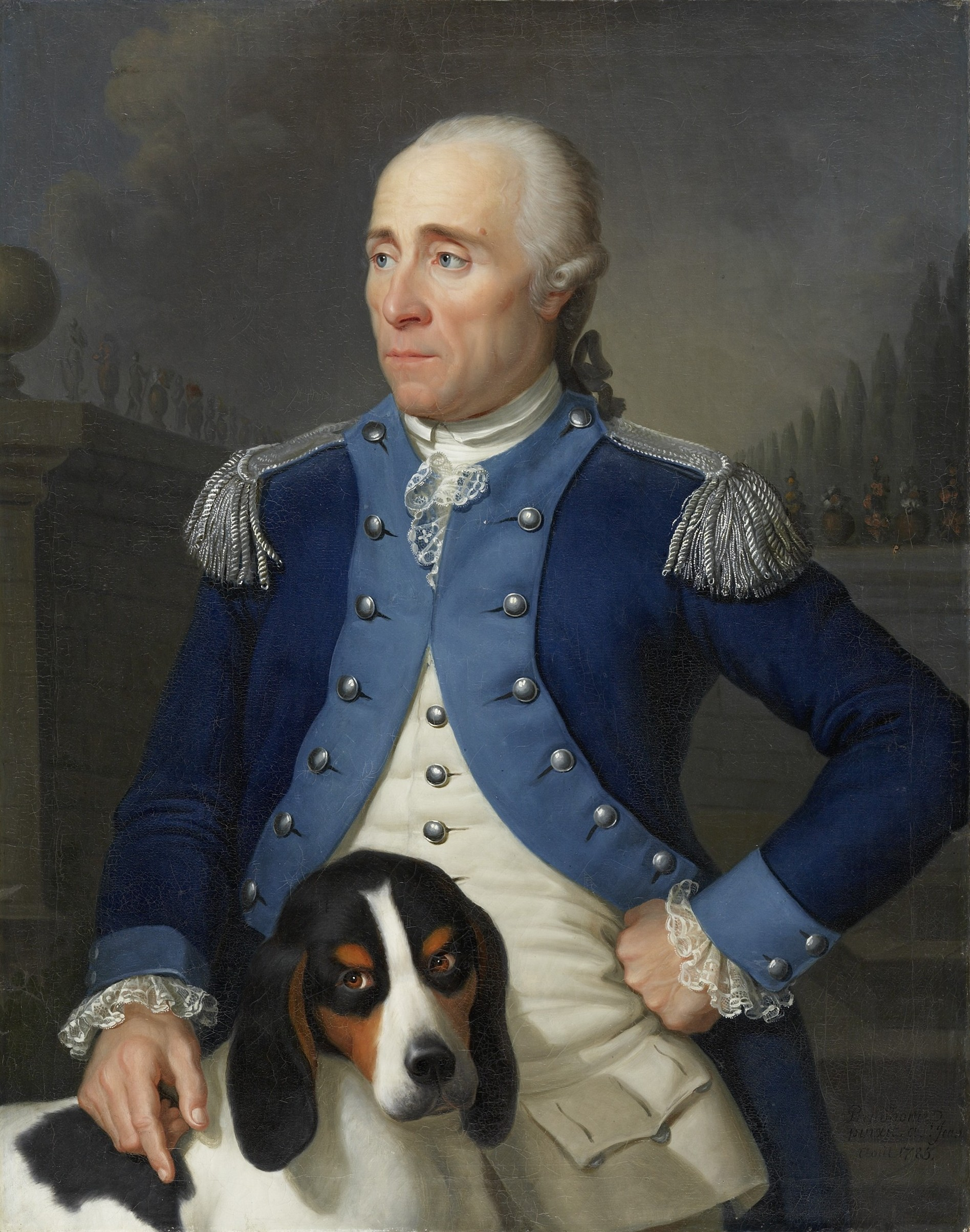
Franz Rudolf Frisching en uniforme d'officier du corps des Jäger bernois avec son chien courant bernois (Schweizerischer Niederlaufhund), peint par Jean Preudhomme en 1785

Selon une théorie populaire, la première unité de Jäger connue est une compagnie formée vers 1631 en Hesse-Cassel, sous les ordres de Guillaume V, landgrave de Hesse-Cassel. Guillaume aurait formé une unité d'infanterie légère d'élite pour l'armée hessoise, autour d'un noyau issu de son personnel composé de gardes-chasse (Revierjäger, « chasseur de réserve de gibier »), de gardes forestiers et de chasseurs professionnels.
Toutefois, ce n'est qu'au cours de la première moitié du XVIIIe siècle que l'on a commencé à recruter à grande échelle, dans divers États allemands, des gardes-chasse, des chasseurs et des forestiers employés sur les domaines de la Couronne ou de propriétaires nobles, pour former des unités spécialisées de fusiliers et de tirailleurs.
Au début du XIXe siècle, en raison de leurs occupations civiles, les Jäger étaient généralement familiarisés avec les premiers vrais fusils, plutôt qu'avec les mousquets utilisés par l'infanterie régulière. Si les premiers fusils longs étaient plus longs à charger que les mousquets à âme lisse de l'infanterie de ligne, ils avaient également une plus grande portée et une plus grande précision. Les Jäger sont principalement utilisés pour la reconnaissance, l'escarmouche ou le filtrage de troupes plus lourdes.
La Prusse, la Hesse, l'Autriche-Hongrie, l'Empire russe et de nombreux États plus petits ont levé de petites unités de type Jäger pendant la guerre de Sept Ans et par la suite. Initialement, ces unités spécialisées étaient formées pour la durée d'une campagne particulière et étaient ensuite dissoutes. Cependant, la Russie a maintenu ses compagnies de Jäger sur une base permanente pour le service frontalier contre l'Empire ottoman, et le régiment des chasseurs de la garde est resté en service jusqu'en 1917.
Le corps prussien de Jäger de Frédéric le Grand est né d'un détachement monté en novembre 1740 et s'est rapidement étendu à deux escadrons. Employés en temps de guerre comme guides et éclaireurs, ils se sont révélés être des gardes-frontières utiles, chargés d'attraper les déserteurs et de saisir les marchandises de contrebande. Après 1744, ils sont rejoints par une branche d'infanterie de Jägers à pied, d'abord divisée en compagnies indépendantes, puis réunie en un régiment complet en 1784. Pour les combats rapprochés, les Jägers portent une dague de chasse à lame droite (Hirschfänger), un sabre court ou un falchion.
Si le terme anglais ranger est plus ancien, puisqu'il est apparu au XVIIe siècle pour décrire les unités d'infanterie à pied et à cheval très mobiles (ranging) en Amérique du Nord britannique, il est devenu fortement associé aux Jäger à la fin du XVIIIe siècle, lorsque des régiments hessois germanophones ont fait partie de l'armée britannique en Amérique du Nord.

## L'ère napoléonienne
L'intérêt pour les tactiques d'infanterie légère s'est accru dans toute l'Europe après la bataille de Valmy, où l'infanterie de ligne prussienne s'est avérée incapable de vaincre les tireurs d'élite français. Au départ, les soldats étaient prélevés directement sur l'infanterie de ligne pour combattre en tant que tirailleurs, mais avec le temps, de nombreux États germanophones ont adopté les Jäger pour remplir ce rôle. En théorie, les Jäger opéraient par paires pour se protéger mutuellement pendant le rechargement, et restaient dans un rayon de 100 à 200 mètres de l'infanterie en ordre serré sur laquelle ils pouvaient se replier s'ils étaient mis en danger par la cavalerie ou repoussés par l'infanterie. Toutefois, il a été admis qu'en raison de la difficulté de contrôler des troupes dispersées en ordre ouvert et au cœur de la bataille, ces directives ne seraient pas toujours respectées. Les Jäger étaient autorisés à faire preuve d'une certaine initiative sur le champ de bataille, contrairement à l'infanterie de ligne qui était rigoureusement entraînée et étroitement contrôlée par ses officiers. C'est pourquoi ce sont les soldats les plus énergiques et les plus audacieux qui sont sélectionnés pour devenir Jäger.
Les Prussiens, en particulier, ont développé leurs tactiques d'infanterie légère à la fois en théorie et en pratique au début de l'ère napoléonienne. Il y avait cependant de nombreux désaccords sur l'importance à accorder aux Jägers, et la réforme s'est surtout faite au niveau régimentaire, sous l'impulsion de commandants plus énergiques comme Ludwig Yorck von Wartenburg. Ce n'est qu'avec la réorganisation de l'armée menée par Gerhard von Scharnhorst que le corps des Jägers est renforcé au niveau national. Après avoir subi des défaites cuisantes à Iéna et à Lübeck, l'armée prussienne entreprend des réformes majeures, suivant à bien des égards l'exemple de l'armée révolutionnaire française, en devenant une force nationalisée. Les mercenaires étrangers sont éliminés, les châtiments corporels deviennent rares (et sont abolis pour les troupes Jäger) et les promotions sont basées sur le mérite plutôt que sur la noblesse. De nouveaux volontaires issus de la bourgeoisie sont organisés pour résister à l'invasion et à l'occupation de l'Europe centrale par Napoléon. Poursuivant les traditions antérieures, en Prusse, ces Jäger étaient des volontaires patriotes, qui assumaient le coût de leurs armes et de leurs uniformes à leurs propres frais ou avec l'aide de contributions d'amis et de voisins, et qui s'organisaient souvent en clubs et en ligues. Yorck, qui fut l'un des premiers à adopter la tactique du tirailleur, devint inspecteur général de l'infanterie légère en Prusse et supervisa l'augmentation et l'amélioration des nouvelles troupes de Jäger pendant les années de paix qui suivirent le traité de Tilsit. Les plus célèbres des Jäger prussiens sont les volontaires du corps libre de Lützow.
L'armée prussienne a acquis de l'expérience en tant que force auxiliaire lors de l'invasion française de la Russie, où les Jäger ont souvent été utilisés au niveau stratégique pour soutenir et couvrir le reste de l'armée. Ils ont réussi à échapper au sort des soldats français de Napoléon après qu'Yorck a négocié une trêve sur le champ de bataille avec la Russie lorsque, au cours d'une action d'arrière-garde, les Français se sont retirés et ont laissé les troupes de Yorck isolées. Au cours de la guerre de la Sixième Coalition qui a suivi immédiatement, les Jäger des différentes armées se sont bien comportés face aux forces de Napoléon, et les Jäger prussiens ont joué un rôle important dans les batailles de la campagne de Waterloo, tenant tête au corps de Grouchy à la bataille de Wavre.
La résistance contre Napoléon a entraîné un grand nombre de pertes militaires, en particulier chez les officiers. Cette situation, combinée à une évolution vers un corps d'officiers méritocratique, a donné lieu à de nombreuses promotions dans les rangs. À la fin des guerres napoléoniennes, de nombreux officiers subalternes des armées des États germaniques étaient d'anciens soldats Jäger qui avaient été promus dans les rangs.

## Avant la Première Guerre mondiale
Au début du XXe siècle, les unités Jäger faisaient partie des armées impériales allemande, austro-hongroise, suédoise, néerlandaise et norvégienne. Elles correspondaient aux unités de fusiliers, d'infanterie légère, de chasseurs à pied ou de bersaglieri des armées britannique, française, italienne et autres. Si ces unités jouissaient encore d'un prestige considérable et d'un grand esprit de corps, leur entraînement, leur équipement et leur rôle tactique s'étaient pour la plupart alignés sur ceux de l'infanterie de ligne de leurs armées respectives.

### Le grade de Jäger
En Autriche et en Allemagne, jusqu'en 1918, le grade de Jäger était le grade le plus bas des régiments de Jäger, équivalent à celui de soldat.
Les autres grades des soldats Gemeiner sont les suivants : 
- Musketier (mousquetaire),
- Grenadier,
- Füsilier (fusilier),
- Infanterist (fantassin),
- Dragoner (en : dragoon),
- Husar (hussard),
- Ulan (uhlan),
- Kanonier, (artilleur),
- Pionier (pionnier),
- Sanitäter (infirmier de combat),
- Trainsoldat (agent de train).

### Allemagne impériale

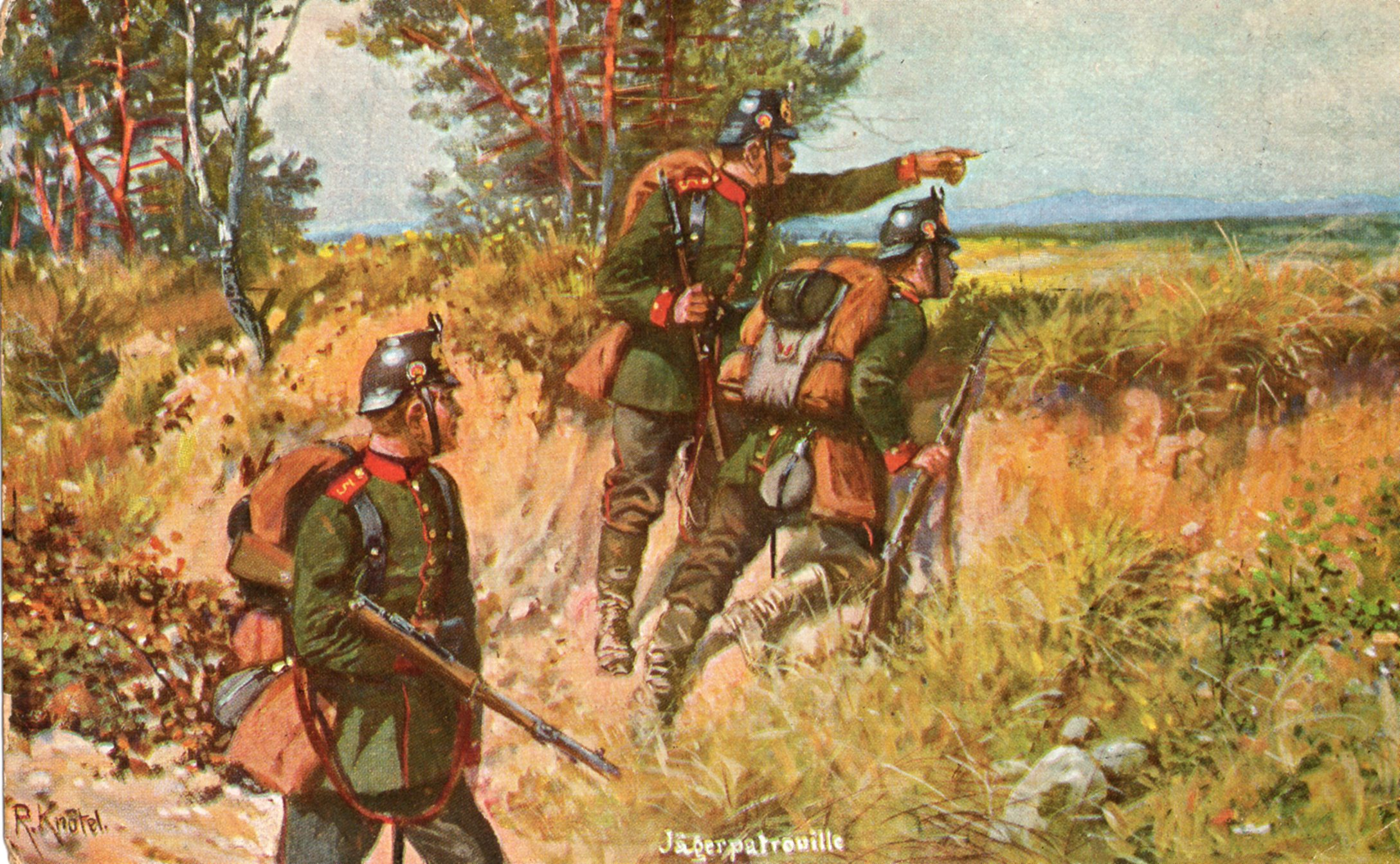
Jägerpatrouille, peinture de Richard Knötel (1910)

Les unités allemandes de Jäger, les plus connues, se distinguaient par le port, en temps de paix, de tuniques et de shakos vert foncé (contrairement aux tuniques bleu foncé et aux casques à pointe (Pickelhaube) de la plupart des fantassins allemands).

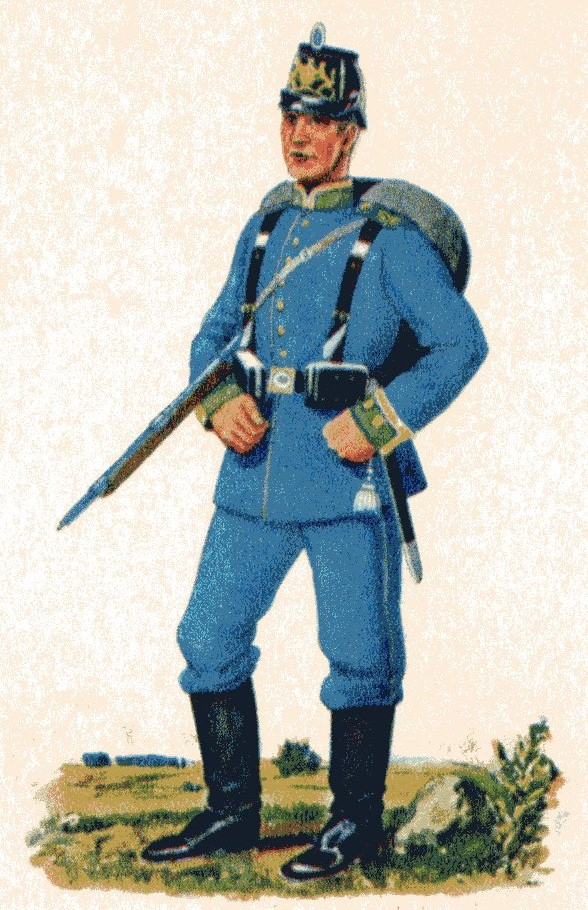
Bataillon royal bavarois de Jäger no 2 d'Aschaffenburg. Oberjäger, ordre de marche en campagne, vers 1910

Dans l'armée prussienne du temps de paix, principale composante de l'armée impériale allemande, il y avait un bataillon de Jäger de la Garde impériale, le Garde-Jäger-Bataillon, et douze bataillons de Jäger de ligne. Un bataillon de Jäger, le Großherzoglich Mecklenburgisches Jäger-Bataillon Nr. 14, provenait du grand-duché de Mecklembourg-Schwerin. Un autre, le Westfälisches Jäger-Bataillon Nr. 7, connu sous le nom de « Bückeburg Jägers », a été levé dans la principauté de Schaumbourg-Lippe, dont la capitale était Bückeburg. Les dix autres étaient originaires des terres prussiennes. En outre, une autre unité de la Garde prussienne, le Bataillon des fusiliers de la Garde, bien que ne portant pas le nom de Jäger, était une formation Jäger. Ses origines remontent à un bataillon de chasseurs français de l'époque napoléonienne, et ses troupes portaient le shako et la tunique verte des bataillons Jäger.
L'armée du royaume de Saxe a ajouté deux bataillons de Jäger, qui ont été inclus dans l'ordre de bataille de l'Armée impériale allemande en tant que Kgl. Sächsisches 1. Jäger-Bataillon Nr. 12 et Kgl. Sächsisches 2. Jäger-Bataillon Nr. 13. Les Jäger saxons présentaient un certain nombre de particularités vestimentaires, notamment des tuniques d'un vert plus foncé que la couleur prussienne, des parements noirs au lieu de rouges et un panache de poils de buffle noir fixé sur le côté du shako. L'Armée royale bavaroise autonome a fourni deux autres bataillons de Jäger, le Kgl. Bayerisches 1. Jäger-Bataillon et Kgl. Bayerisches 2. Jäger-Bataillon, qui portaient le bleu clair de l'infanterie bavaroise avec des parements verts.
Lors de la mobilisation en août 1914, chacun de ces bataillons de Jäger prussiens, saxons et bavarois a levé un bataillon de Jäger de réserve. En septembre 1914, douze bataillons Jäger de réserve supplémentaires sont levés (dix prussiens et deux saxons). En mai 1915, l'armée allemande a commencé à rejoindre les bataillons Jäger pour former des régiments Jäger et, fin 1917, la Deutsche Jäger-Division a été créée.
Au début de la Première Guerre mondiale, les Jäger allemands ont conservé leur rôle traditionnel de tirailleurs et d'éclaireurs, souvent en collaboration avec des unités de cavalerie. Avec l'avènement de la guerre des tranchées, ils ont été engagés dans un rôle d'infanterie ordinaire, intégrés dans des divisions et ont perdu leur statut d'unités indépendantes. Les Jäger cyclistes ont servi sur les théâtres de guerre balkanique et russe, tandis que le Wurtemberg et la Bavière ont formé des Ski-Jäger au cours de l'hiver 1914-15. Une autre formation spécialisée, les Jäger Storm Companies, a servi à effectuer des raids dans les tranchées en 1917-1918.

### Jäger à cheval
En 1897, les unités d'estafettes existantes au sein de l'armée prussienne ont été converties en détachements Jäger' zu Pferde. D'autres escadrons de Jäger à cheval ont été créés par la suite, notamment des détachements bavarois et saxons éphémères. Après 1901, les Jäger montés ont cessé de jouer leur rôle initial de porteurs de dépêches. La même année, cinq escadrons nouvellement levés sont réunis pour former un régiment combiné de Jäger montés. L'expérience s'avère concluante et, entre 1905 et 1913, 13 autres régiments de Jäger montés sont créés.

### Autriche-Hongrie

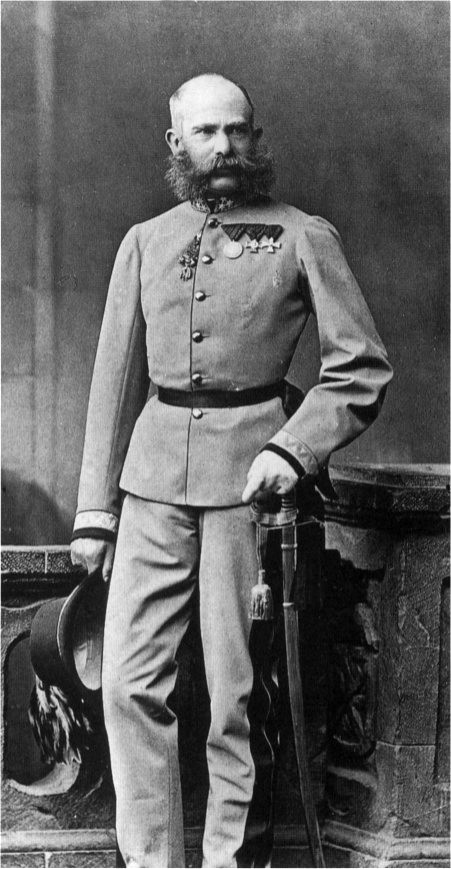
L'empereur François-Joseph Ier en tenue de parade des Kaiserjäger 1879

En 1914, l'armée austro-hongroise comprend quatre régiments de Tiroler Kaiserjäger, issus d'une unité levée pour la première fois en 1801. Il y avait également 29 bataillons de Feldjäger recrutés dans différentes régions de l'Empire (dont 7 bataillons hongrois, 5 bataillons bohémiens et 4 bataillons galiciens) et un bataillon de Feldjäger bosnien-herzégovinien (Bosnisch-hercegovinisches Feldjägerbataillon). Tous portaient des uniformes gris piquet avec des visages verts et une sorte de chapeau melon portant un panache distinctif de plumes vertes foncées. Le bataillon des Feldjäger de Bosnie-Herzégovine, qui portait le fez, était l'exception. Plus tard, trois autres bataillons de Feldjäger et sept bataillons de Feldjäger de Bosnie-Herzégovine ont été formés.

## Seconde Guerre mondiale (Allemagne)

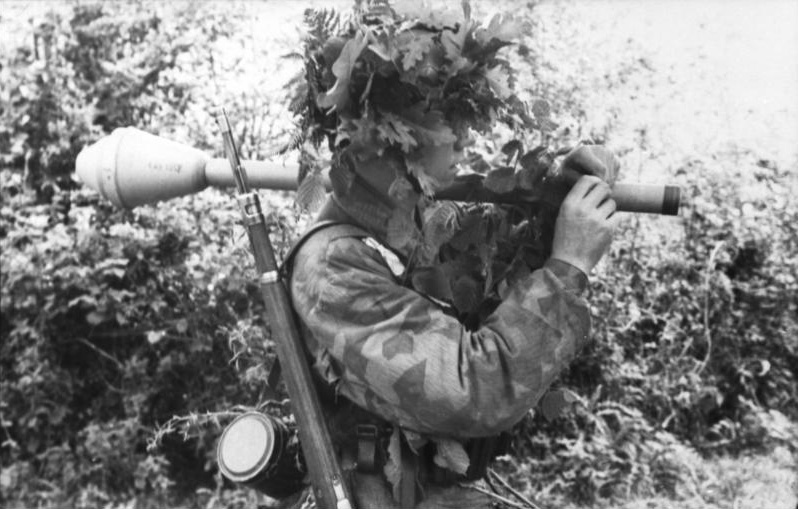
Fallschirmjäger (parachutiste) allemand en Normandie en juin 1944, portant des blouses de camouflage.

Après la Première Guerre mondiale, les unités de Jäger de l'armée impériale allemande ont été dissoutes, mais leurs traditions ont été reprises par les régiments d'infanterie de la Reichswehr de la République de Weimar, qui comptait 100 000 hommes. Après l'arrivée au pouvoir des nazis en 1933 et le début du réarmement de l'Allemagne, la nouvelle Wehrmacht a repris le nom de Jäger pour différents types d'unités :
- En 1935, les premières unités spécialisées dans l'infanterie de montagne sont formées ; leurs régiments et bataillons sont désignés sous le nom de Gebirgsjäger (« infanterie de montagne » - Gebirge signifie « chaîne de montagnes » en allemand). Des unités plus spécialisées, telles que le Hochgebirgs-Jäger-Bataillone, destiné à être utilisé dans les conditions des hautes Alpes, sont également développées. La Waffen SS a créé une division « Karstjäger ».
- Lorsque la Luftwaffe a commencé à former des unités de parachutistes à la fin des années 1930, le premier régiment de parachutistes a été désigné sous le nom de Fallschirm-Jäger-Regiment 1. Les parachutistes allemands sont alors connus sous le nom de Fallschirmjäger (Fallschirm signifie « parachute » en allemand). Au début, le terme Fallschirmjäger ne s'appliquait qu'aux véritables troupes parachutistes, mais il a été conservé pour les régiments et les divisions de Fallschirmjäger, même après qu'ils ont commencé à opérer en tant qu'infanterie régulière. Un certain nombre de Luftwaffen Feld-Divisionen (« divisions de campagne »), des unités régulières de combat terrestre levées par la Luftwaffe, utilisaient également le terme Luftwaffen-Jäger-Regiment pour leurs régiments d'infanterie. Nombre d'entre eux ont ensuite été repris par l'armée et ont conservé le nom de Jäger-Regiment.
- Deux régiments de Skijäger ont été formés en 1943 dans le cadre d'une brigade de Skijäger (plus tard une division de Skijäger).
- Certaines divisions d'infanterie ont été formées en tant que « divisions d'infanterie légère » (leichte Infanterie-Divisionen) à la fin de l'année 1940. Elles ont été formées pour opérer en terrain accidenté, en particulier dans le sud-est de l'Europe. Leurs régiments d'infanterie étaient appelés Jäger-Regimenter et, en 1942, les divisions d'infanterie légère et les divisions d'infanterie légère ont été rebaptisées divisions Jäger.
- Les unités antichars des divisions allemandes, appelées à l'origine Panzer-Abwehr-Abteilungen (« bataillons antichars »), ont commencé en 1940 à être rebaptisées Panzerjäger-Abteilungen (littéralement « bataillons de chasseurs de chars »). Ceux-ci étaient équipés de canons tractés ou automoteurs (souvent le montage ad hoc d'un canon antichar sur un châssis de char capturé ou obsolète). Au fil de la guerre, certains Panzerjäger-Abteilungen ont été entièrement équipés de destructeurs de chars spécialisés, d'abord connus sous le nom de Panzerjäger (chasseurs de chars), puis, en 1943, sous le nom de Jagdpanzer (« char de chasse »), avec des superstructures de casemate blindées et fermées.
- La police militaire de la Wehrmacht était connue sous le nom de Feldgendarmerie. En décembre 1943, une nouvelle force de police militaire, directement subordonnée au haut commandement des forces armées, a été créée. Ses unités sont désignées sous le nom de Feldjäger-Kommandos, avec des bataillons et des régiments de Feldjäger qui leur sont subordonnés. Elles sont connues collectivement sous le nom de Feldjägerkorps. Le nom est emprunté au Reitendes Feldjägerkorps, une unité de police militaire de l'armée prussienne placée sous l'autorité directe de l'état-major général.

## Après la Seconde Guerre mondiale

### Allemagne
Jäger (abrégé: Jg) est le grade le plus bas des hommes enrôlés de la Bundeswehr allemande actuelle pour les soldats appartenant à l'infanterie légère, aux parachutistes et aux troupes de montagne. Il est regroupé sous le nom de OR1)) dans l'OTAN, et peut être comparé à Private (grade) dans l'armée américaine ainsi que dans l'armée britannique, ou dans d'autres forces armées anglophones.
Conformément à la tradition militaire, les forces armées germanophones utilisent un certain nombre de descriptions de grade OR1 - y compris « Jäger » - comme grade le plus bas d'un soldat individuel. Elles peuvent varier en fonction de la branche militaire (Heer, Luftwaffe, Bundeswehr, service médical, etc.). D'autres exemples sont le Grenadier pour les fantassins mécanisés et le Kanonier pour les artilleurs.
La Bundeswehr allemande a rejeté le terme Feldgendarmerie et a conservé le terme Feldjäger pour ses unités de police militaire. Pour souligner le lien traditionnel avec le Reitendes Feldjägerkorps prussien, plutôt qu'avec les unités de police militaire de la Wehrmacht, les Feldjäger de la Bundeswehr portent un béret rouge avec l'insigne étoilé (le Gardestern) de l'Ordre de l'aigle noir, le plus haut ordre chevaleresque de Prusse. Le Reitendes Feldjägerkorps avait obtenu le droit de porter le Gardestern en 1847.
En outre, à certaines périodes, les unités d'infanterie légère de la Bundeswehr étaient désignées comme Jäger et portaient un béret vert avec un insigne de béret inspiré de l'écusson de manche des unités Jäger de la Wehrmacht. Chaque bataillon de Jäger, Fallschirmjäger et Gebirgsjäger, dispose d'une « compagnie lourde » de porte-armes Wiesel équipés de canons de 20 mm, de lanceurs de missiles antichar filoguidés TOW ou de mortiers de 120 mm.
Les unités d'infanterie modernes de type Jäger se distinguent comme suit :
- Jäger - infanterie légère spécialisée dans les opérations d'assaut et de défense en milieu urbain et en terrain accidenté, souvent équivalente à l'infanterie mécanisée, mais utilisant des VAB plutôt que des véhicules de combat d'infanterie. Les capacités comprennent également les patrouilles de raid et le Jagdkampf, une tactique d'opérations spéciales pour les déploiements de la taille d'une section principalement derrière la FLET (ligne avancée des troupes ennemies) et pour traquer de plus petits détachements ennemis (par exemple, les forces spéciales) derrière les propres lignes. Ils peuvent également être déployés dans le cadre d'opérations aéromobiles et d'assaut aérien (héliportées). Ils portent un béret vert avec un insigne doré représentant des feuilles de chêne entourées d'un cordon tressé.
- Fallschirmjäger - « Airborne Rangers » - parachutistes, unités légères d'infanterie aéroportée. Comme ci-dessus. Ils portent un béret bordeaux avec un insigne représentant un aigle attaquant.
- Gebirgsjäger - « Mountain Rangers » - infanterie légère pour les terrains montagneux, accidentés et urbains, avec un équipement spécial pour la guerre hivernale. Au lieu d'un béret, ils portent un bonnet de montagne gris Bergmütze - un type de bonnet de fourrage rigide - voir Bergmütze [de] (allemand)) avec les insignes Edelweiss.
- Le Wachbataillon (bataillon de garde du ministère de la défense) porte le nom de ces soldats Grenadier.

Lors d'une ancienne restructuration de l'armée allemande, seuls un nouveau régiment aéromobile, le Jägerregiment 1 (JgRgt 1), deux bataillons, le Jägerbataillon 291 (JgBtl 291) et le Jägerbataillon 292 (JgBtl 292) (les deux bataillons font partie de la brigade franco-allemande) et deux autres nouveaux bataillons des brigades mécanisées sont les seuls Jäger réguliers qui ont été conservés. D'autre part, le Fallschirmjäger est devenu le type d'infanterie le plus important, en raison de sa polyvalence et de la nature des missions modernes de maintien de la paix à l'étranger.
Lors de la dernière restructuration de l'armée allemande, le Jägerregiment 1 a été réduit au Jägerbataillon 1 (JgBtl 1), qui n'est plus aéromobile. Deux nouveaux bataillons ont été créés : Jägerbataillon 91 et Jägerbataillon 413.

### Autriche
Dans la Bundesheer autrichienne, « Jäger » est le terme technique militaire officiel pour les unités d'infanterie (contrairement à l'infanterie mécanisée qui est désignée comme Panzergrenadiers à l'instar des unités correspondantes de la Bundeswehr allemande et des forces armées suisses). En outre, l'unité des forces spéciales de l'armée autrichienne, créée en 1963, est appelée ″Jagdkommando″.

### Danemark
En danois, Jæger est utilisé pour l'unité des forces spéciales Jægerkorpset (Corps Jaeger).

### Lituanie
Dans l'actuelle Lituanie, le Vytautas the Great Jäger Battalion (Lituanien : Vytauto Didžiojo jėgerių batalionas) fait partie de la Force d'opérations spéciales lituanienne.

### Finlande

#### Jäger comme grade
Jääkäri / jägare (mot finnois / suédois pour « Jäger ») est le grade le plus bas (soldat) dans les formations d'infanterie en temps de paix (en temps de guerre, tous les Jägers de l'armée finlandaise servent dans les forces opérationnelles, tandis que l'infanterie « régulière », généralement composée de réservistes plus âgés, est répartie entre les forces régionales et locales) de l'armée finlandaise et dans les marines de la brigade Uusimaa (qui fait partie de la marine de guerre finlandaise). Dans les gardes-frontières finlandais, le grade de soldat est appelé rajajääkäri (« Jäger de la frontière »).
Ce grade rend hommage au rôle joué par le mouvement Jäger de la Première Guerre mondiale dans l'obtention de l'indépendance de la Finlande.
Outre les fusiliers, les spécialistes tels que les chauffeurs, les médecins, la police militaire et les membres des équipes de mortiers des formations d'infanterie susmentionnées ont généralement le grade de Jäger (les membres des équipes de mortiers des forces régionales et locales ont le grade de soldat, car les équipes de mortiers sont considérées comme faisant partie de l'infanterie plutôt que de l'artillerie ; ils utilisent également le fond vert de l'infanterie/jäger sur leur insigne d'unité, tandis que les observateurs avancés qui dirigent leurs tirs, bien qu'ils soient également considérés comme faisant partie de l'infanterie, utilisent le fond rouge de l'artillerie). Dans les unités autres que l'infanterie, des grades équivalents tels que tykkimies (« artilleur ») ou viestimies (« signaleur ») sont utilisés (voir les grades militaires finlandais). En outre, dans toutes les autres unités de la marine, à l'exception de la brigade Uusimaa, le grade privé est matruusi (« marin »).
L'ancien grade d'infanterie sotamies (« privé », littéralement « soldat ») n'est plus utilisé dans les unités d'entraînement en temps de paix, mais reste réservé à l'usage de l'infanterie régulière en temps de guerre, par opposition au « Jääkäri » utilisé par l'infanterie légère et/ou spécialisée.

#### Jäger comme indicateur de type de troupe
Le mot Jäger est également utilisé pour désigner:

- a) en général les troupes d'armes de combat les mieux entraînées et équipées des forces de défense et 

- b) spécifiquement les troupes suivantes.
Armée finlandaise:
- Jääkärijoukot (« troupes Jäger ») - désigne toutes les unités d'infanterie de première ligne dotées d'un équipement haut de gamme.
- Panssarijääkärit (« Armoured or Panzer Jägers ») - infanterie mécanisée de la brigade blindée.
- Kaartinjääkärit (« Guards Jägers ») - infanterie du régiment Guard Jaeger, spécialisée dans la guerre urbaine.
- Laskuvarjojääkärit (« Parachute Jägers ») - rangers / parachutistes du Utti Jäger Regt (appelés du contingent)
- Erikoisjääkärit (« Special Jägers ») - Forces spéciales de l'armée, faisant partie de l'Utti Jäger Regt (militaires de carrière)

Marine finlandaise:
- Rannikkojääkärit (« Jägers côtiers ») - Marines de la brigade Uusimaa

Gardes-frontières:
- Rajajääkärit (« Border Jägers ») - rangers / infanterie légère des gardes-frontières
- Erikoisrajajääkärit (« Special Border Jägers ») - forces des gardes-frontières capables de mener des opérations spéciales.

En plus de ce qui précède, certaines unités n'appartenant pas à l'infanterie (comme le Jääkäritykistörykmentti (JTR), « régiment d'artillerie Jäger », anciennement Jääkäripatteristo (JPsto), « bataillon d'artillerie Jäger » et le défunt Hämeen Ratsujäkäripataljoona (HämRjP), « bataillon Jäger à cheval Häme ») utilisent le mot Jäger dans leur nom pour montrer qu'elles sont directement issues du mouvement Jäger d'origine.

### Norvège
Jeger est le terme général désignant des soldats et des opérateurs hautement entraînés capables de mener des opérations militaires ISTAR (Intelligence, Surveillance, Target Acquisition, Reconnaissance) de manière indépendante derrière les lignes ennemies. Plusieurs unités utilisent le terme jeger, qu'il s'agisse de forces conventionnelles ou de forces d'opérations spéciales.

#### Unités de forces d'opérations spéciales
Au sein des forces armées norvégiennes, deux forces d'opérations spéciales portent le nom de jeger. Le nom « commando » fait référence aux forces spécialisées norvégiennes de la Seconde Guerre mondiale, comme la Compagnie indépendante norvégienne 1.
- Marinejegerkommandoen (Commando des opérations spéciales de la marine) - les opérateurs des forces spéciales sont appelés Marinejeger (Navy Ranger) ou Spesialbåtoperatør (Special Boat Operator) et sont hautement qualifiés dans les opérations navales de forces spéciales et d'ISTAR.
- Forsvarets spesialkommando (Commando d'opérations spéciales) - les opérateurs de cette unité sont appelés Spesialjeger (Rangers spéciaux) - des opérateurs de FOS hautement qualifiés pour les d'opérations spéciales aéroportées et l'ISTAR.

#### Unités spécialisées de jegers
Dans les forces armées norvégiennes, il existe plusieurs unités de jegers de la taille d'une troupe ou d'une compagnie, qui remplissent les critères des opérations spéciales, mais qui ne sont pas désignées comme telles par l'armée norvégienne. Ces unités sont composées de soldats professionnels et de conscrits. Les unités sont également composées d'opérateurs JTAC.
- Kystjegerkommandoen (Coastal Ranger Command) - les opérateurs sont appelés Kystjeger (Coastal Ranger) et sont hautement qualifiés pour mener des actions directes, des raids, des abordages de navires et des opérations navales ISTAR le long des côtes norvégiennes.
- Fjernoppklaring (reconnaissance à longue portée) - les opérateurs sont appelés Feltoperatør (opérateur de terrain) et ont exactement le même statut qu'un jeger. Cette unité est hautement qualifiée pour mener des opérations ISTAR et de reconnaissance spéciale loin derrière les lignes ennemies.
- Artillerijeger (Ranger d'artillerie) - ces soldats sont hautement qualifiés pour mener des missions ISTAR, principalement pour soutenir le bataillon d'artillerie en lui fournissant des informations, des localisations et des missions de tir concernant des cibles d'artillerie de grande valeur.
- Fallskjermjegertroppen (peloton de parachutistes) - L'aile de formation des commandements spéciaux des forces armées dispose d'un peloton composé de conscrits hautement entraînés pour les opérations ISTAR de raid et aéroportées[13].
- Jegertroppen (troupe de chasseurs) - L'aile de formation des commandements spéciaux des forces armées dispose d'une unité composée uniquement d'appelées du contingent, hautement entraînées pour les opérations ISTAR en milieu urbain.

#### Unités conventionnelles de jeagers
Les forces armées comprennent des troupes de gardes forestiers qui fournissent des services ISTAR à leurs propres unités.
- Garnison de Sør-Varanger (Border Rangers) - bataillon d'infanterie composé d'appelés formés comme jaegers afin de maintenir la surveillance le long de la frontière norvégienne/russe.
- Home Garde locale - Unités ISTAR/rangers dans chaque district régional.
- La section de reconnaissance blindée légère de la Garde royale.

### Suède
Les « jägare » suédois sont des troupes telles que les commandos ou l'infanterie légère. Les premiers se composent aujourd'hui de :
- Les Rangers parachutistes aéroportés - fallskärmsjägare (littéralement « rangers parachutistes »)
- Les commandos de marine du corps amphibie suédois - kustjägare (littéralement « rangers côtiers »)
- Les Rangers de l'armée de terre du bataillon des Rangers de l'armée de terre.

Parmi ces derniers, on peut citer les rangers aéroportés du Life Regiment Hussars (même régiment que Fallskärmsjägarna), les patrouilles du périmètre extérieur de l'armée de l'air suédoise Flygbasjägarna (littéralement « rangers de la base aérienne ») et les unités de police militaire pour la guerre urbaine des Life Guards (gardes).
Historiquement, les premières unités appelées « jägare » étaient des unités d'infanterie et de cavalerie stationnées dans la province frontalière peu peuplée du Jämtland : Jämtlands hästjägarkår en 1834 et Jämtlands fältjägarkår à partir de 1853.
Après la Seconde Guerre mondiale, l'école des Rangers de l'armée, plus tard appelée Lapplands jägarregemente, a été créée à Kiruna. Dans les années qui ont suivi, les régiments de cavalerie de l'époque se sont principalement transformés en régiments de rangers (K 3 et K 4) ou en régiments de chars d'assaut.

### Pays-Bas
Après la période napoléonienne, les bataillons Jager furent incorporés à l'infanterie de ligne et disparurent en tant que tels (à l'exception des unités Jager coloniales destinées aux Antilles). Leur rôle est repris par les compagnies de flanc de chaque bataillon, un bataillon sur quatre d'un « Afdeeling » ou régiment étant désigné comme bataillon de flanc (infanterie légère).
En 1829, une nouvelle Garde royale a été créée, comprenant un régiment de grenadiers et un bataillon Jager. Ceux-ci furent immédiatement envoyés au combat lors de la Sécession belge (1830-1832). Pendant cette guerre, des unités volontaires, comme les Jagers de Van Dams et plusieurs compagnies d'étudiants volontaires, étaient habillées et équipées comme des Jagers, y compris un détachement de Jagers montés ; après la guerre, ces unités volontaires ont été dissoutes.
Après la guerre, ces unités volontaires ont été dissoutes. En 1995, après une longue histoire n tant qu'unités séparées, les grenadiers de la Garde et les Jagers ont été réunis au sein du régiment des grenadiers et fusiliers de la Garde.
En 1950, plusieurs régiments d'infanterie ont été dissous ; leurs traditions ont été transférées à un nouveau régiment, situé dans la province du Limbourg et étroitement lié à celle-ci. Comme il reprenait les traditions du contingent Jager de la Confédération allemande, qui était fourni par la province du Limbourg, le régiment fut appelé Limburgse Jagers et adopta le cor français dans son emblème. Actuellement, les troupes actives de ce régiment d'infanterie se trouvent à Oirschot, juste à l'extérieur de leur province d'origine, le Brabant-Septentrional, mais des liens étroits avec la province subsistent.

### Ukraine
En décembre 2022, les forces armées ukrainiennes comptaient deux brigades Jaeger, chacune comptant environ 2 000 combattants, la 68e et la 71e brigade Jaeger, qui sont probablement des forces d'infanterie spécialisées dans les forêts.

## Source
- (en) Cet article est partiellement ou en totalité issu de l’article de Wikipédia en anglais intitulé « Jäger (infantry) » (voir la liste des auteurs).